# Pristimantis macrummendozai
Espèce
Pristimantis macrummendozai est une espèce d'amphibiens, endémique de la Colombie.

## Description
Elle présente une peau de couleur foncée possédant des plis retenant l'humidité. Sa peau brune lui permet de se confondre avec le sol rocheux. Une particularité physique remarquable sont ses "sourcils" jaunâtres,

## Distribution et habitat
Pristimantis macrummendozai vit dans les paramos (qui sont des landes humides de la cordillère des Andes) du complexe Iguaque Merchán, au nord de la municipalité d'Arcabuco,.